# Gesang der Jünglinge (Kurzfilm)
Gesang der Jünglinge ist ein deutscher Kurzfilm von Andree Korpys und Markus Löffler aus dem Jahr 2009. In Deutschland feierte der Film am 1. Mai 2010 bei den Internationalen Kurzfilmtagen in Oberhausen Premiere.

## Handlung
Polizisten testen während einer Schulung im Selbstversuch Elektroschockpistolen. In ihren Gesichtern sieht man die mühsame Überwindung der Angst und danach den Zusammenbruch vor Schmerzen.

## Hintergrund
Der Filmtitel basiert auf Karlheinz Stockhausens Werk Gesang der Jünglinge. In der zweiten Hälfte des Films erklingt es.

## Kritiken
„Ein Schuss, ein Stromschlag, ein Schrei. Ohnmacht und Kontrollverlust. Ein überraschender Film, der sich mit reduzierten Mitteln und einem starken Konzept auf diesen einen Moment konzentriert. Der Film löst körperliche Reaktionen aus und macht die Verletzlichkeit des Menschen erfahrbar.“

## Auszeichnungen
Internationale Kurzfilmtage Oberhausen 2010
- Preis für den besten Beitrag des Deutschen Wettbewerbs